# Huracà David
L'Huracà David va ser el quart cicló tropical, el segon huracà, i el primer gran huracà declarat durant la temporada d'huracans a l'Atlàntic del 1979. Com a huracà de Categoria 5 en l'escala d'huracans de Saffir-Simpson, David va ser l'huracà més mortífer de la segona meitat del segle xx, al registrar-se més 2.000 víctimes mortals al llarg del camí del cicló; gran part de les víctimes es concentraren en la República Dominicana.

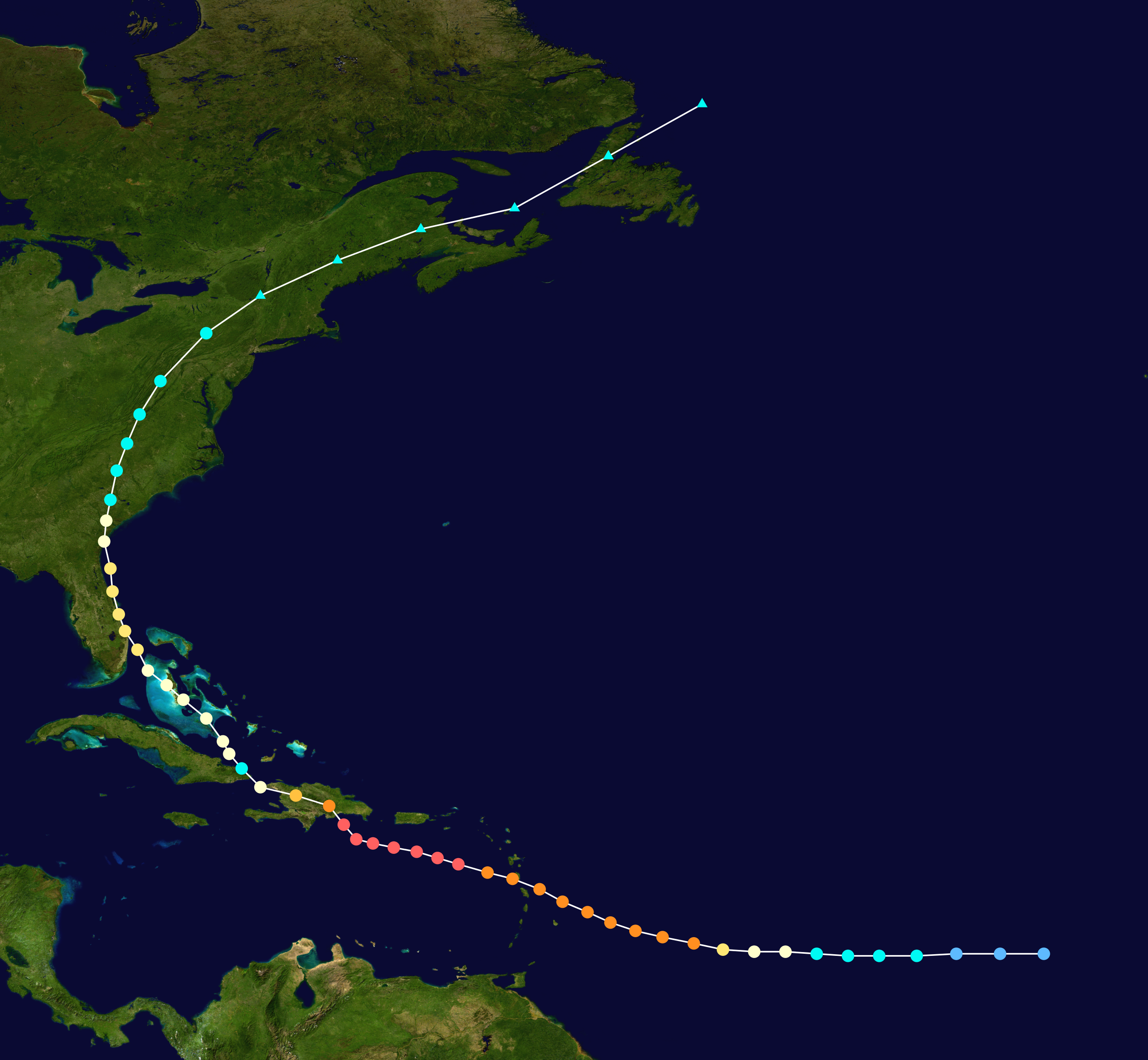
Trajectòria de la tempesta.